# Tríptic del matrimoni místic de Santa Caterina
El Tríptic del matrimoni místic de Santa Caterina, també conegut com a Tríptic dels dos Sants Joan, és un tríptic pintat a l'oli sobre taula, obra del pintor primitiu flamenc d'origen alemany Hans Memling, que va treballar a Bruges a la segona meitat del segle xv. Es troba al museu Memling de Bruges, el mateix lloc per al qual fou creat per l'autor.

## Història
L'obra va ser encarregat per dos germans i dues germanes, que van presidir l'hospital de Sant Joan de Bruges (avui Museu Memling). Va ser un encàrrec de 1475 dels germans laics de l'obra, que estan representats en la cara externa de les ales del tríptic que es poden veure quan està tancat. Està signat i datat el 1479. La signatura apareix en el marc inferior del panell central: OPUS IOHANNIS MEMLING ANNO M CCCC LXXIX.
L'obra està inspirada, sobretot el panell central, en el Tríptic Donne.

## Descripció i estil

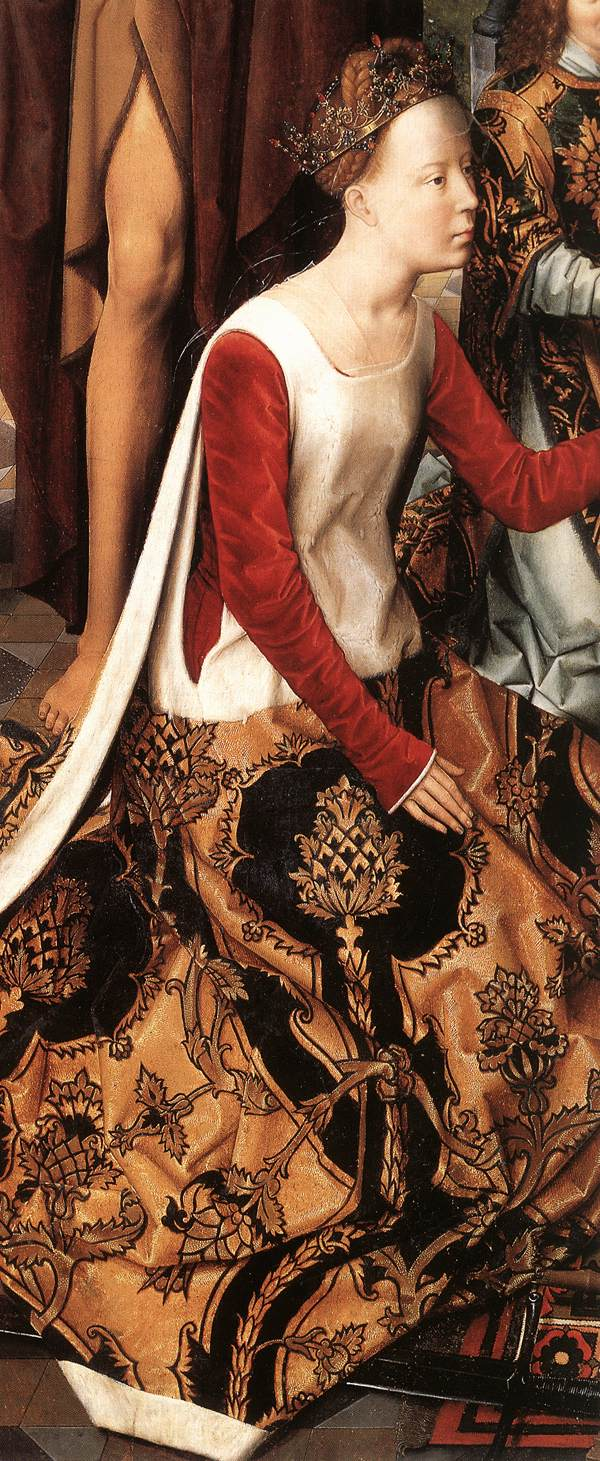
Caterina d'Alexandria

El tríptic té dos panells laterals que permeten tancar-lo, perquè a la seva època era habitual mostrar el compartiment central només durant certes solemnitats. Per aquesta raó la majoria de les vegades l'obra estava tancada i va ser necessari pintar la part de darrere dels compartiments laterals. Normalment s'acostumava a situar en aquesta part els subjectes més sobris i essencials, sovint en grisalla, fins i tot en blanc i negre.
En aquest cas, Memling va pintar dues fornícules simulades en las que s'hi ubiquen els quatre donants, cadascun acompanyat pel seu sant protector. Al costat esquerre es pot veure, els germans Antony Seghers i Jacob de Kueninc acompanyats per sant Jaume el Major i sant Antoni Abat, mentre que a la dreta hi ha les germanes Agnès de Casembrood i Clara van Hülsen que estan acompanyades de les seves santes patrones santa Agnès i santa Clara.
El retaule mostra al panell central una sacra conversazione, amb la Mare de Déu i el Nen amb dos àngels, Sant Joan Baptista i Sant Joan Evangelista, Santa Caterina i Santa Bàrbara. Caterina d'Alexandria hi celebra el matrimoni místic amb Jesús.
Els panells laterals estan pintats amb escenes de la decapitació de Sant Joan Baptista (esquerra) i la Visió de Sant Joan Evangelista a Patmos.
Els colors brillants i saturats creen forts contrastos que posen l'accent en la riquesa i el valor inapreciable de l'obra.

## Taula central
En un tron cobert amb un baldaquí i un preciós domàs daurat, la Mare de Déu està llegint el llibre de les Sagrades Escriptures sostingut per un àngel a la seva esquerra. Està sostenint el Nen mentre aquest li està posant un anell de noces al dit de Santa Caterina, de genolls al costat esquerre de l'escena sobre una rica catifa d'Anatòlia, amb la iconografia del matrimoni místic. La santa, ricament vestida com la reina que era realment, és fàcilment recognoscible pels atributs típics de la roda dentada, amb què va ser martiritzada, i l'espasa, amb la qual va ser decapitada, la seva falda amb una plecs geomètrics i secs, com paper arrugat típic dels mestres flamencs, és de tela de domàs, i està en harmonia amb el motiu de la tela que hi ha darrere de la Mare de Déu i amb el vestit de l'àngel que hi ha al seu costat.
En una posició especular a Caterina està Santa Barbara llegint, identificable per la torre que s'observa darrere d'ella. Els dos sants de peu al fons de l'escena són els dos Joans, el Baptista i l'Evangelista. A la dreta de la Mare de Déu, simètric amb l'àngel que sosté la Bíblia, hi ha la figura d'un àngel músic, que interpreta amb un òrgan portàtil mentre observa somrient allò que fa el Nen Jesús. Dos àngels suspesos a l'aire sobre l'espai del tron, sostenen la corona de Maria.
L'escena té lloc en un pòrtic clàssic, obert al paisatge, amb columnes disposades en semicercle en marbre policromat i decorat amb capitells decorats d'escenes bíbliques.
Igual que en altres obres de l'artista, l'horitzó és alt i la vista en perspectiva vertiginosa, gairebé una visió de gran angular, amb una reducció insuficient de les proporcions allunyades del primer pla (observable amb el paviment geomètric), el que dona lloc a una certa verticalitat.
El paisatge que es pot veure darrere les columnes es fa servir per ambientar escenes de la vida de Sant Joan Baptista, com succeeix en altres obres com la Passió de Torí. A l'esquerra es pot veure el seu sermó a la gent, la seva captura i la crema a la foguera. Darrere de l'Evangelista es veu la «Trobada a la Porta d'Or d'Isabel i Zacaries», ambientat en una curiosa màquina de fusta.
En general, l'establiment és sense accents dramàtics i mostra una bellesa reconfortant en les figures que habiten en un espai simètric i ordenat.

## Panells laterals
Extraordinàriament rics i vius són els compartiments laterals. A l'esquerra es veu un botxí d'esquena (posició normalment reservada per als personatges malvats) enlaira el cap de sant Joan Baptista i està a punt de dipositar-ho sobre una safata que sosté Maria Salomé, a la dreta. Tres espectadors han estat testimoni de la macabra visió, amb gestos d'una certa inquietud.
Al fons s'hi representa una ciutat i més enllà encara un paisatge amb un llac. Algunes escenes tenen relació amb les històries de la vida de Joan Baptista: Al palau es veu el Banquet d'Herodes, més distant, al llac, el baptisme de Crist, que du una aurèola mentre el Déu Pare està al cel brillant.
El panell dret mostra Joan Evangelista en primer pla, amb un llibre en mà, quan va tenir la famosos visió a l'illa de Patmos, on va rebre la visió de l'Apocalipsi: a la part superior esquerra es veu Crist jutge en un halo fet amb els colors de l'arc de Sant Martí, assegut al tron entre els símbols dels evangelistes del tetramorf i envoltat per un exèrcit de sants. Al paisatge marí que s'observa, una sèrie de visions al·lucinatòries dels últims temps profètics, amb batalles èpiques dels exèrcits del bé i del mal, àngels sobrehumans, dracs i altres esdeveniments extraordinaris.